# Roseneath (Otago)
Roseneath est une petite banlieue dans le sud de l’Île du Sud de la Nouvelle-Zélande au niveau de la cité de Dunedin.

## Situation
Elle est localisée sur la berge nord-ouest du Otago Harbour, à 12 kilomètres (7,456454304 mi) vers le nord-est du centre de la cité de Dunedin .
Elle est située entre Saint Leonards et Port Chalmers sur un promontoire rocheux du même nom, qui est jute à 0,6 kilomètres (0,3728227152 mi) vers l’intérieur du mouillage entre Sawyers Bay et Blanket Bay.

## Toponymie
La banlieue et le promontoire ont le même nom venant d’une localisation identique de la localité de  Rosneath en Écosse.

## Accès
La State Highway 88 (en), reliant Port Chalmers et le centre de la cité de Dunedin traverse un col bas immédiatement à l’ouest de la banlieue et la ligne de chemin de fer de la ligne principale du sud de l’île du sud (en) passe à travers un tunnel sous le promontoire.
Les quelques rues de la banlieue comprennent District Road, Shandon Street, et Clyde Street. La vue panoramique de la banlieue et du mouillage peut être obtenue d’un point situé tout près de la partie la plus au sud de la péninsule appelé: Kilgour Point.

## Gouvernance locale
Avant la réorganisation des collectivités locales en Nouvelle-Zélande à la fin des années 1980, Roseneath était une banlieue de la ville de Port Chalmers.
Elle dépend maintenant du conseil de la cité de Dunedin (en)

## Démographie
Roseneath,  qui couvre une surface de 0,38 km2 est une partie de la zone statistique de Roseneath-Sawyers Bay (en) .
Elle avait une population de 228 habitants lors du recensement néo-zélandais de 2018 en augmentation de 9 personnes(4,1 %) depuis  le recensement néo-zélandais de 2013, et une diminution de 21 personnes(−8,4 %) depuis le recensement de 2006 en Nouvelle-Zélande.
Il y avait 105 logements , comprenant 108 hommes et 123 femmes, donnant un sexe-ratio de 0,88 homme pour une femme, avec 33 personnes(14,5 %) âgées de moins de 15 ans, 24 personnes (10,5 %) âgées de 15 à 29 ans, 123 personnes (53,9 %) âgées de 30 à 64 ans et 51 personnes (22,4 %) âgées de 65 ou plus.
L’ethnicité était pour 96,1 % européens/Pākehās, 9,2 % Māoris, 1,3 % personnes originaire du Pacifique (en), 2,6 % personnes d’origine asiatique (en) et 1,3 % d’une autre ethnicités.
Les personnes peuvent d’identifier avec plus d’une ethnicité en fonction de l’origine de leurs parents.
Bien que certaines personnes choisissent de ne pas répondre aux questions concernant leur affiliation religieuse: 55,3 % n’ont aucune religion, 32,9 % sont chrétiens (en) et 3,9 % ont une autre religion.
Parmi ceux d’au moins 15 ans d’âge, 69 personnes (35,4 %) ont une licence ou un degré universitaire supérieur et 30 personnes (15,4 %) n’ont aucune qualification formelle.
42 personnes (21,5 %) gagnent plus de 70000 $ comparées avec les 27,2 % au niveau national.
Le statut d’emploi de ceux d’au moins 15 ans d’âge était pour  99 personnes (50,8 %) un emploi à plein temps, pour 30 personnes (15,4 %) qui sont à temps partiel et 6 personnes (3,1 %) qui étaient sans emploi.